# Martin Schmitt
Martin Schmitt (Villingen-Schwenningen, 29 gennaio 1978) è un ex saltatore con gli sci tedesco, vincitore di quattro titoli mondiali, due Coppe del Mondo e un oro olimpico a squadre.
È fratello del combinatista nordico Thorsten, a sua volta sciatore nordico di alto livello.

## Biografia

### Stagioni 1997-1998
Cresciuto a Tannheim, nella Foresta Nera, Martin Schmitt iniziò a praticare sci di fondo e salto con gli sci sin da bambino, seguendo il fratello maggiore Thorsten. Martin si specializzò poi nel salto, mentre il fratello entrò a far parte della nazionale tedesca di combinata nordica.
Martin Schmitt esordì in Coppa del Mondo a Innsbruck il 4 gennaio 1997 (25°). I suoi primi successi internazionali arrivarono dalle competizioni a squadre, il bronzo ai Mondiali di Trondheim 1997 (Norvegia) e l'argento ai XVIII Giochi olimpici invernali di Nagano 1998 (Giappone).

### Stagioni 1999-2001
Il 28 novembre 1998 Martin Schmitt ottenne la sua prima vittoria in Coppa del Mondo sul trampolino lungo Lysgårdsbakken di Lillehammer, in Norvegia: da allora e per i tre anni seguenti rimase costantemente al vertice della specialità. Nella stagione 1998-1999 Schmitt si aggiudicò la Coppa del Mondo con dieci vittorie. Ai Mondiali di Ramsau am Dachstein, in Austria, vinse l'oro individuale nel trampolino lungo e contribuì alla conquista dell'oro nella gara a squadre. Sempre nel 1999 stabilì il nuovo primato mondiale, con 214,5 m.
Nella stagione successiva Schmitt vinse di nuovo la Coppa del Mondo con undici vittorie, una in più della stagione precedente. Ai Mondiali di Lahti 2001, in Finlandia, Schmitt arrivò sul podio in tutte e quattro le gare in programma. A livello individuale, si riconfermò campione del mondo nel trampolino lungo e si aggiudicò l'argento nel trampolino normale; con la squadra tedesca vinse l'oro nel trampolino lungo e il bronzo nel trampolino normale. In quella stagione di Coppa del Mondo vinse sei gare, giungendo secondo nella classifica generale dietro al polacco Adam Małysz, allora l'astro nascente della specialità.
In quei tre anni al vertice del salto con gli sci, a Martin Schmitt sfuggì la conquista del prestigioso Torneo dei quattro trampolini, la competizione in quattro tappe che si svolge annualmente in Germania e Austria a cavallo di Capodanno. Fu comunque uno dei protagonisti, vincendo per tre anni di seguito (dal 1999 al 2001) la tappa iniziale di Oberstdorf.

### Stagioni 2002-2008
Nella stagione 2001-2002 un infortunio al ginocchio limitò le prestazioni di Schmitt, che in Coppa del Mondo riuscì a vincere una sola volta. Ottenne comunque due importanti risultati nelle competizioni internazionali: l'oro a squadre ai XIX Giochi olimpici invernali di Salt Lake City 2002 e l'argento individuale ai Mondiali di volo 2002 sul trampolino Čerťák di Harrachov, in Repubblica Ceca.
Nell'estate del 2002 Schmitt fu operato al ginocchio infortunato. Rientrò in gara a fine anno, ma non riuscì subito a ripetere i risultati di alto livello raggiunti prima dell'infortunio. Ai Mondiali di Oberstdorf 2005, ospitati proprio dalla Germania, è stato uno dei componenti del quartetto tedesco che ha vinto l'argento nella gara a squadre dal trampolino normale. Tra le stagioni 2005-2006 e 2007-2008 salì una sola volta sul podio in Coppa; ai XX Giochi olimpici invernali di Torino 2006 partecipò solo alle gare dal trampolino lungo (19º individuale, 4° a squadre). Non partecipò ai Mondiali di volo del 2006 e ai Mondiali del 2007 non ottenne risultati di rilievo.

### Stagioni 2009-2014
Nella stagione 2008-2009 Schmitt tornò su ottimi livelli centrando due podi in Coppa del Mondo, a Innsbruck e Zakopane, e svariati quarti e quinti posti. Terminò anche il Torneo dei quattro trampolini al quarto posto, non molto distante dal podio composto da Wolfgang Loitzl, Simon Ammann e Gregor Schlierenzauer. Ai Mondiali di Liberec 2009 ottiene il 5º posto nella gara dal trampolino normale e l'argento a sorpresa nella gara dal trampolino lungo.
Ai XXI Giochi olimpici invernali di Vancouver 2010 tornò a medaglia con l'argento nella gara a squadre; fu anche 10° nel trampolino normale e 30° nel tramplino lungo. L'anno dopo, nell'edizione iridata di Oslo 2011, conquistò il bronzo nella gara a squadre dal trampolino normale.
Nelle stagioni seguenti alternò partecipazioni in Coppa del Mondo a gare in circuiti minori, senza più conseguire risultati di rilievo; annunciò il ritiro il 31 gennaio 2014.

## Palmarès

### Olimpiadi
- 3 medaglie:
  - 1 oro (gara a squadre a Salt Lake City 2002)
  - 2 argenti (gara a squadre a Nagano 1998; gara a squadre a Vancouver 2010)

### Mondiali
- 10 medaglie:
  - 4 ori (trampolino lungo, gara a squadre a Ramsau am Dachstein 1999; trampolino lungo, gara a squadre dal trampolino lungo a Lahti 2001)
  - 3 argenti (trampolino normale a Lahti 2001; gara a squadre dal trampolino normale a Oberstdorf 2005; trampolino lungo a Liberec 2009)
  - 3 bronzi (gara a squadre a Trondheim 1997; gara a squadre dal trampolino normale a Lahti 2001; gara a squadre dal trampolino normale a Oslo 2011)

### Mondiali di volo
- 1 medaglia:
  - 1 argento (individuale a Harrachov 2002)

### Coppa del Mondo
- Vincitore della Coppa del Mondo nel 1999 e nel 2000
- Vincitore della Coppa del Mondo di specialità di salto nel 2000
- Vincitore della Coppa del Mondo di volo nel 1999 e nel 2001
- 67 podi (52 individuali, 15 a squadre):
  - 30 vittorie (28 individuali, 2 a squadre)
  - 18 secondi posti (14 individuali, 4 a squadre)
  - 19 terzi posti (10 individuali, 9 a squadre)

#### Coppa del Mondo - vittorie
| Data             | Località               | Nazione     | Trampolino                                                               |
| ---------------- | ---------------------- | ----------- | ------------------------------------------------------------------------ |
| 28 novembre 1998 | Lillehammer            | Norvegia    | Lysgårdsbakken K120                                                      |
| 29 novembre 1998 | Lillehammer            | Norvegia    | Lysgårdsbakken K120                                                      |
| 5 dicembre 1998  | Chamonix               | Francia     | Le Mont K95                                                              |
| 8 dicembre 1998  | Predazzo               | Italia      | Giuseppe Dal Ben K120                                                    |
| 30 dicembre 1998 | Oberstdorf             | Germania    | Schattenberg K115                                                        |
| 1º gennaio 1999  | Garmisch-Partenkirchen | Germania    | Große Olympiaschanze K115                                                |
| 23 gennaio 1999  | Sapporo                | Giappone    | Ōkurayama K120                                                           |
| 4 marzo 1999     | Kuopio                 | Finlandia   | Puijo K120                                                               |
| 11 marzo 1999    | Falun                  | Svezia      | Lugnet K115                                                              |
| 19 marzo 1999    | Planica                | Slovenia    | Letalnica K185                                                           |
| 27 novembre 1999 | Kuopio                 | Finlandia   | Puijo K120                                                               |
| 18 dicembre 1999 | Zakopane               | Polonia     | Wielka Krokiew K116                                                      |
| 19 dicembre 1999 | Zakopane               | Polonia     | Wielka Krokiew K116                                                      |
| 29 dicembre 1999 | Oberstdorf             | Germania    | Schattenberg K115                                                        |
| 8 gennaio 2000   | Engelberg              | Svizzera    | Gross-Titlis-Schanze K120                                                |
| 9 gennaio 2000   | Engelberg              | Svizzera    | Gross-Titlis-Schanze K120                                                |
| 22 gennaio 2000  | Sapporo                | Giappone    | Ōkurayama K120                                                           |
| 23 gennaio 2000  | Sapporo                | Giappone    | Ōkurayama K120                                                           |
| 26 febbraio 2000 | Iron Mountain          | Stati Uniti | Pine Mountain K120                                                       |
| 27 febbraio 2000 | Iron Mountain          | Stati Uniti | Pine Mountain K120                                                       |
| 5 marzo 2000     | Lahti                  | Finlandia   | Salpausselkä K116                                                        |
| 18 marzo 2000    | Planica                | Slovenia    | Letalnica K185 (con Sven Hannawald, Michael Uhrmann e Hansjörg Jäkle)    |
| 24 novembre 2000 | Kuopio                 | Finlandia   | Puijo K120                                                               |
| 3 dicembre 2000  | Kuopio                 | Finlandia   | Puijo K120                                                               |
| 29 dicembre 2000 | Oberstdorf             | Germania    | Schattenberg K115                                                        |
| 24 gennaio 2001  | Hakuba                 | Giappone    | Hakuba K120                                                              |
| 4 marzo 2001     | Oberstdorf             | Germania    | Heini Klopfer K185                                                       |
| 18 marzo 2001    | Planica                | Slovenia    | Letalnica K185                                                           |
| 1º marzo 2002    | Lahti                  | Finlandia   | Salpausselkä K116                                                        |
| 7 febbraio 2010  | Willingen              | Germania    | Mühlenkopf HS145 (con Michael Neumayer, Pascal Bodmer e Michael Uhrmann) |

#### Torneo dei quattro trampolini
- 7 podi di tappa[5]:
  - 4 vittorie
  - 1 secondo posto
  - 2 terzi posti

#### Nordic Tournament
- 8 podi di tappa[5]:
  - 3 vittorie
  - 3 secondi posti
  - 2 terzi posti

## Riconoscimenti
Alla fine del 1999 venne eletto "Sportivo dell'anno" in Germania, davanti alla tennista Steffi Graf; al terzo posto, la squadra nazionale di salto con gli sci, di cui Schmitt era il componente più rappresentativo.